# Gaston Ragueneau
Adolphe Gaston Ragueneau (Lió, 10 d'octubre de 1881 – Draveil, Essonne, 14 de juliol de 1975) va ser atleta francès, que va córrer a principis del segle XX i que va prendre part en els Jocs Olímpics de París el 1900, els Jocs Intercalats de 1906 i als de Londres de 1908.
Als Jocs de París, el 1900, guanyà la medalla de plata en la prova dels 5000 metres per equips, formant part de l'equip nacional francès junt a Henri Deloge, Jean Chastanié, André Castanet i Michel Champoudry.
El 1906 disputà la cursa de les 5 milles, però hagué d'abandonar abans de finalitzar la cursa.
El 1908 disputà tres proves, els 1500 metres, les 5 milles i els 3200 metres obstacles, però en cap d'elles arribà a la final, quedant eliminat en les eliminatòries.
A banda guanyà sis campionats nacionals de cross country entre el 1901 i el 1906 i establí diversos rècords nacionals en els 10.000 metres i la cursa de l'hora.